# Esperanza (Texas)
Esperanza es un área no incorporada en el Condado de Hudspeth, Texas, Estados Unidos. Esperanza está localizada en la Farm to Market Road 192 a 34 km al oeste de Sierra Blanca.

## Historia
A la localidad se le denominó Esperanza por una granja del área. En 1935, se abrió una oficina de correo siendo Bessie Greene McCoy la primera encargada de esta. 
A finales de la década de 1980, la comunidad tuvo una escuela y algunas casas.
En la década de 1930, la población pasó de 50 a 100 habitantes a mediados de la década de 1940; se mantuvo en 100 habitantes hasta que descendió a 75 en los 1960, manteniéndose así hasta los 2000.